# ムラマンガ
ムラマンガ（マダガスカル語: Moramanga）あるいはムラマンガヴィル（Moramanga-Ville）は、マダガスカルの中央高地の北東部に位置する都市:24。人口は5万7084人（2018年） 。マダガスカルの首都アンタナナリヴから東に100キロメートルほど離れた場所にある。マダガスカル島の東海岸から内陸へ50キロメートルほどの内陸に位置し、標高は海抜700メートルほど:24。気候は南東貿易風により高温多湿の雨季（10月-3月）と低温乾燥の乾季（4月-9月）に分かれる:36。冬の最低気温は摂氏18度から20度程度、年間降水量は過去の平均で1500-2000ミリメートルである:36。
ムラマンガは、古い時代にはアンカイ Ankay と呼ばれていた。ムラマンガ Moramanga という現在の呼称は奴隷貿易と関係がある。マダガスカル島の東海岸北部に位置するタマタヴ（現トゥアマシナ）港は、古来、現代にいたるまでマダガスカルの輸出入における重要な港であるが、18-19世紀までは奴隷の積出港でもあった。奴隷の供給地はタマタヴを中心とした周縁の集落であったが、その中でアンカイの奴隷が最も安く買い付けできたため、アンカイは「ムラマンガ」と呼ばれるようになった。ムラ mora は「安い」を意味し、マンガ manga は「青色」を意味する。当時の奴隷は一般人と区別するため青い衣服を着せられていた。
フランスによる植民地統治下で起きた1947年反乱では、ムラマンガでいくつかの重要な事件が起きた。3月29日、ムラマンガではフランス人が経営するプランテーションが襲撃された。5月5日にはMDRMの支持者166人が乗る列車にジャンダルムが機関銃を斉射し数十人が死亡した。逮捕者の大部分も処刑された。ムラマンガ周囲の熱帯雨林に逃げ込んで難を逃れたナショナリスト（国民主義者、民族主義者）もいたとされる。独立後、悲惨な事件を記憶するため、ムラマンガの交差点に記念碑が建てられた。
ムラマンガはマダガスカルの首都アンタナナリヴと重要港トゥアマシナを結ぶ国道2号線（RN2）沿いにある。アンバトゥンヂャザーカなどアラウチャ湖の周りの町へと至る国道44号線（RN44）や、アヌシベなどマングル地方南部の町へ至る幹線道路がムラマンガで国道2号線に連結するため、ムラマンガはマダガスカルの陸上交通における要衝になっている。多くの公共交通機関やトラックがムラマンガで宿泊、休憩し、昼夜を問わず交通量が多い。
2007年にムラマンガの近く、町から15キロメートルほど離れた場所にアンバトゥヴィ鉱山が建設され、ムラマンガから鉱山労働者を乗せたバスが毎日運行されている。

## 註釈
1. ↑  MDRMは、大西洋憲章を受けてマダガスカル人エリートがマダガスカル人の政治参加機会の拡大を求めて前年の1946年に結成した政治組織「マダガスカル再生のための民主運動（MDRM）」の略称である[6]。